# Cinepanettone
Cinepanettone (sau cine-panettone) este un neologism italian care se referă la o serie de filme de comedie italiene care au avut premiera în cinematografe în perioada Crăciunului.

## Etimologie
Termenul inițial peiorativ a fost inventat de critici pentru a clasifica comediile de succes ale cuplului Massimo Boldi și Christian De Sica  care au avut premiera de Crăciun. Este format din cuvintele cine cinema și panettone un tip de prăjitură tradițională italiană de Crăciun.  Scenariile acestor filme prezintă adesea aceleași: "situații comice extreme, locuri exotice, momente muzicale și desigur fete drăguțe în haine scurte". Cu timpul expresia își pierde conotația peiorativă, până la punctul în care actorii și autorii nu ezită să o folosească pentru a vorbi despre lucrările lor.

## Lista filmelor
Primul film a apărut în 1983 în regia lui Carlo Vanzina.
- Vacanze di Natale, regia Carlo Vanzina (1983)
- Vacanze in America, regia Carlo Vanzina (1984)
- Vacanze di Natale '90, regia Enrico Oldoini (1990)
- Vacanze di Natale '91, regia  Enrico Oldoini (1991)
- Anni 90, regia  Enrico Oldoini (1992)
- Anni 90 - Parte II, regia  Enrico Oldoini (1993)
- S.P.Q.R. - 2000 e ½ anni fa, regia  Carlo Vanzina (1994)
- Vacanze di Natale '95, regia Neri Parenti (1995)
- A spasso nel tempo, regia Carlo Vanzina (1996)
- A spasso nel tempo - L'avventura continua, regia  Carlo Vanzina (1997)
- Paparazzi, regia Neri Parenti (1998)
- Vacanze di Natale 2000, regia Carlo Vanzina (1999)
- Body Guards - Guardie del corpo, regia Neri Parenti (2000)
- Merry Christmas, regia Neri Parenti (2001)
- Natale sul Nilo, regia Neri Parenti (2002)
- Natale in India, regia Neri Parenti (2003)
- Christmas in Love, regia Neri Parenti (2004)
- Natale a Miami, regia Neri Parenti (2005)
- Natale a New York, regia Neri Parenti (2006)
- Olé, regia Carlo Vanzina (2006)
- Natale in crociera, regia Neri Parenti (2007)
- Matrimonio alle Bahamas, regia  Claudio Risi (2007)
- Natale a Rio, regia Neri Parenti (2008)
- La fidanzata di papà, regia Enrico Oldoini (2008)
- Natale a Beverly Hills, regia Neri Parenti (2009)
- Natale in Sudafrica, regia Neri Parenti (2010)
- A Natale mi sposo, regia Paolo Costella (2010)
- Vacanze di Natale a Cortina, regia Neri Parenti (2011)